# Többértelműség
A szemantikában a többértelműség (angolul ambiguity, franciául ambiguïté) terminus szavak, nyelvtani alakok, szószerkezetek és mondatok azon esetleges tulajdonságát nevezi meg, amely miatt egynél több olvasatuk lehet. Van tehát lexikai, morfológiai és szintaktikai többértelműség. Létezik pragmatikai többértelműség is, amikor egy adott megnyilatkozás egynél több kommunikációs szándekot (pl. kérelmet, ígéretet, parancsot stb.) foglal magában.
Rendszerint a többértelműség nem szándékos, de van szándékos is, amely stiláris célú. Ilyenek egyes alakzatok, amelyeket a szépirodalomban használnak, de egyesek megvannak a médiában, a reklámokban és a hétköznapi beszédben is, mint például a szójáték.
A generatív grammatikában  Noam Chomsky amerikai nyelvész megkülönböztetett felszíni szerkezetet és mélyszerkezetet. A többértelmű szerkezetek felszíniek, és mélyszerkezeti egyértelmű szerkezetek felelnek meg nekik. Például az anya szeretete szószerkezet felszíni kétértelmű szerkezet, amelynek ’az a tény, hogy az anya szeret’, és ’az a tény, hogy az anyát szeretik’ mélyszerkezetek felelnek meg. Az ehhez szükséges nyelvi kompetenciával rendelkező nyelvhasználó megérti a többértelműségen alapuló alakzatokat, és egyértelművé tudja tenni megnyilatkozásait, azaz fel tudja oldani a nyelvi entitások többértelműségét különféle nyelvi és nyelven kívüli módszerekkel.
Nemcsak szinkrón nézet lehetséges a többértelműségre és feloldására vonatkozóan, hanem diakrón nézet is. Egyes nyelvtörténeten belüli változások többértelműséget okoztak. Például a francia igéről fokozatosan lekopott a beszédben egy sor személyrag, egyes szabályos ragozású igeosztályokban négy, ami többértelművé tette az illető igealakokat a személy kategóriájának szempontjából. Ennek feloldására párhuzamosan és ugyancsak fokozatosan általános és kötelező lett az alany külön szóval való jelzése: első és második személyben személyes névmással, harmadik személyben névmással vagy más szóval, mindegyik igemódban és igeidőben, kivéve a felszólító módot.

## Többértelműséget okozó tényezők
Az egyik ilyen tényező a poliszémia (többjelentésűség). Ez alatt általában szavak azon tulajdonságát értik, hogy egymással kapcsolatban álló több jelentésük van, amelyek egy alapjelentésből származnak. A poliszémia lexikai többértelműséget okoz. Például egy olyan elszigetelt mondatot hallva, mint Csak egy órám van, nem lehet tudni, hogy a beszélő az időmérő szerkezetről vagy a tanítási folyamat alapegységéről beszél.
A többértelműség egy másik oka a homonímia, ami a szókészletre vonatkozóan általában különböző eredetű és jelentésű szavak azonos alakúságát jelenti, pl. vár ige és vár főnév. A homonímia szakszó átterjedt a morfológia terére is, mint a fentebb említett francia ige személyének esetében. A magyar nyelvben is van morfológiai homonímia, pl. (ő) eszik vs. (ők) eszik. A szintaxis terén is homonímiáról van szó akkor, amikor egy szószerkezetnek vagy mondatnak több grammatikai jelentése van. Például a francia Le magistrat juge les enfants coupables mondatban a coupables ’bűnösök’ lehet jelző, de állapothatározó is, ezért a mondatnak két jelentése van: ’A bíró ítélkezik a bűnös gyerekek fölött’ és ’A bíró bűnösöknek tartja a gyerekeket’.

## Többértelműsítés
A szándékos többértelművé tevésnek stiláris célja van. Olykor a fentebb említett szavak közötti jelentésre vonatkozó viszonyokon alapszik. Ilyen a poliszémián alapuló szójáték, pl. a tervezgetésben […] a skótok sohasem voltak skótok (Népszabadság. 1985. december 7), vagy a homonímián alapuló: Nem bántja a szemét? (plakát).
Egy másik szavak közötti jelentésre vonatkozó viszony a paronímia. Ezen is alapulhat szójáték, pl. Éhes diák pakkal álmodik (pakkal vs. makkal).
Metonímia útján is keletkezhet lexikai többértelműség, mivel két denotátum logikai összefüggésének alapján az egyiknek megfelelő szót használják a másikra, pl. Erről beszél hetek óta az egész ház, ahol a ház szó a ház lakóit nevezi meg.
Egy másik alakzat, az antonomázia többek között tulajdonnév többértelműségét okozza. A nyelvtörténetben a szókészlet gyarapításának egyik eszköze lett. Például így keletkezett a francia poubelle ’szemétgyűjtő’ Eugène René Poubelle (1831-1907), Párizs prefektusa nevéből, aki elrendelte e tárgy a használatát.
A metafora is többértelműsít szavakat azzal, hogy két denotátum hasonlósága alapján az egyiknek megfelelő szót használják a másikra. Gyakori a szépirodalomban, például az Elmúlt az arany tó az égről versszakban így fejezi ki Tóth Árpád azt, hogy ’lement a nap’, azonban a hétköznapi nyelvben, de még szaknyelvekben is előfordul. Így lett egér a neve egy számítógépes perifériának.
A hipallagé  nevű alakzat szintaktikai többértelműséget okoz, mivel szerkezet rendezett tagjainak felcserélése és ezáltal jelentésbeli összefüggéseiknek átértelmezése, pl. egyedül kongott a lakban (Tamási Áron), ahol az alany személy, holott az állítmány alapjelentése szerint a helyhatározót kifejező szó kellene, hogy az alany legyen.
A szabad függő beszéd is szintaktikai irodalmi eszköz, amellyel az elbeszélő személye válik többértelművé azzal, hogy a narráció alapsíkjai (a szerzőé és egy szereplőé) keverednek egymással. Gyakran használják szereplő gondolatainak közvetítésére többek között közbevetett mondatban: Jól látja, hogy íme kilép a szobaleány, és az úrnője járását, mozdulatait mímelve (ejnye de akasztófára való fruska), könnyedén, mint egy zerge, átugorja a garádot, és megindul az úton lefelé, szilfid, ringó lépésekkel (Mikszáth Kálmán).

## Egyértelműsítés
Az értés szintjén a többértelműség többnyire feloldódik a nyelvi kontextus (a szövegkörnyezet) és a beszédhelyzet révén. Megnyilatkozásaiban a nyelvhasználó igyekszik elkerülni a többértelműséget, hogy biztosítsa megértésüket. Ez is többnyire a nyelvi kontextus és a beszédhelyzet révén történik. Egyes esetekben a feloldás eszköze beépült az illető entitásba a nyelvtörténet során, és a nyelvhasználó csak alkalmazza, mint a fentebb említett francia igeragozás esetében. Sokszor a nyelv egyik területén meglévő többértelműségeket más területekhez tartozó eszközök oldják fel.

### A lexikai többértelműség feloldása
A poliszémia okozta többértelműséget rendszerint spontán módon a nyelvi kontextus oldja fel. Olykor ezt a kontextust a szó alaptagja adja, pl. jó illat, jó gyerek, jó szerszám, jó ideig. Máskor bővítménye egyértelműsíti a többjelentésű szót: kakukkos óra, háromnegyed óra, lyukas óra. Ez az eszköz a homonímia esetében is működik, pl. ég a fa vs. kék ég.
Ha a szónak legalább egyik jelentésével van szinonimája, akkor ennek használatával küszöbölhető ki a többértelműség, amennyiben a kontextus nem elegendő. Például a román nyelvben a ceas szónak a magyar ’óra’ felel meg „1. időmérő szerkezet” és „2. idő mértékegysége” jelentéssel is. Ha a beszélő nem akarja mindkét jelentést értetni, akkor a ceas 2-es jelentésű szinonimáját, az oră szót használja.
Olykor a kontextuson kívül olyan morfológiai eszköz is hozzájárul az egyértelműsítéshez, amely a nyelvtörténet során jelent meg. Például a francia nyelvben a determinánssal jelzett grammatikai nem különbözteti meg egyes poliszémikus szavak jelentéseit (pl. le pendule (hímnem) ’az inga’ vs. la pendule (nőnem) ’a falióra’) és homonimákat: le vase ’a váza’ vs. la vase ’az iszap’.
Szintaktikai eszköze a lexikai többértelműség feloldásának a szórend. Például a franciában az alaptagjukhoz viszonyított helyükkel különböztetik meg egyes melléknevek jelentését, pl. un brave homme ’derék ember’ vs. un homme brave ’bátor ember’.
Prozódiai eszközökkel való egyértelműsítés is van.
Szabad hangsúlyú nyelvekben ennek helye is megkülönböztetheti poliszémikus szavak és homográf (egyformán írott) homonimák jelentéseit. Példák:
(angolul) refuse ’megtagad’ vs. refuse ’hulladék’;
(oroszul) мyка (muka) ’kín’ vs. мукa (muka) ’liszt’;
(olaszul) ancora ’még’ vs. ancora ’horgony’;
(románul) mobilă ’mozgékony’ (nőnem) vs. mobilă ’bútor’.
A kínai nyelv mandarin nyelvváltozatában a szavak jelentését sokszor tónusok különböztetik meg, pl. mā (egyenletesen magas tónussal) ’anya’ vs. má (emelkedő tónussal) ’kender’ vs. mǎ (eső-emelkedő tónussal) ’ló’ vs. mà (hirtelen eső tónussal) ’szid’ vs. ma (tónus nélkül) kérdést jelölő partikula. Olykor ezt a megkülönböztetést nem érzik elegendőnek, és egyes szavakhoz még hozzáadnak egy szótagot: mama ’ló’, zhuma ’szid’.
A BHMSz-ben a hangsúly nemcsak erősségi, hanem a hangsúlyos magánhangzókat kétféle tónus és tartamuk is megkülönbözteti, tehát a módszer egyben prozódiai és hangtani, például van a kȕpiti ige rövid ereszkedő hangsúllyal, amely jelentése ’gyűjteni’, és a kúpiti hosszú emelkedő hangsúllyal – ’venni, vásárolni’.
A magyar nyelvben hangtani egyértelműsítő eszköz a fonéma tartama: örült vs. őrült, megy vs. meggy.
A helyesírás a nyelv írott aspektusára korlátozott egyértelműsítő eszköz. Főleg a hagyományőrzés elvét követő helyesírásokban van meg, amelyek tükrözik valamennyire a szavak régebbi kiejtését, de a túlnyomóan a fonéma-graféma megfelelés elvét követőkben is előfordul, mint amilyen a magyar. Homofon (azonos kiejtésű), de nem homográf szavakat egyértelműsít. Példák:
(magyarul) fogja vs. foglya;
(franciául) [sɛ̃]-nek ejtett szavak: ceint ’övet viselő’, cinq ’öt’, sain ’egészséges’, saint ’szent’, sein ’emlő’, seing ’aláírás’;
(angolul) [preɪ]: pray ’imádkozik’ vs. prey ’zsákmány’; [kɔːs]: course ’tanfolyam’ vs. coarse ’durva’.
Ennek a jelenségnek a fordítottja is létezik, amikor a kiejtés homográfok jelentését egyértelműsíti:
(franciául) les fils [le.fis] ’a fiak’ vs. les fils [le.fil] ’a szálak’;
(angolul) bass [bæs] ’sügér’ vs. [beɪs] ’basszus’.

### A morfológiai többértelműség feloldása
Az ilyen többértelműséget is elsősorban a kontextus oldja fel (pl. ő eszik vs. ők eszik, ő olvasott vs. olvasott ember), de lehet szó morfológiai egyértelműsítésről is. Például a kétértelmű Fazekas István és Molnár Éva tanár megérkezett mondat a többes szám használatával tehető egyértelművé: Fazekas István és Molnár Éva tanárok megérkeztek.
Morfológiai többértelműséget is feloldhat prozódiai eszköz. Szabad hangsúlyú nyelvekben ennek helye homográf grammatikai alakokat egyértelműsíthet. Példák:
(oroszul) реки (reki) ’a folyó (valamije)’ (birtokos eset) vs. реки (reki) ’folyók’;
(olaszul) canto ’énekelek’ vs. canto ’énekelt’ (egyszerű múlt idő);
(románul) adună ’gyűjt’ vs. adună ’gyűjtött’ (egyszerű múlt).
A BHMSz-ben ezt a szerepet a hangsúly típusa töltheti be: sèla (rövid emelkedő hangsúllyal) ’a falu (vmije)’ vs. sȅla (rövid ereszkedő hangsúllyal) ’falvak’.
Ebben a nyelvben hangsúlytalan magánhangzó tartama is megkülönböztet morfológiai jelentéseket: mȃjstora (rövid magánhangzókkal) ’a mester (vmije/vkije)’ vs. mȃjstōrā (hosszú magánhangzókkal) ’a mesterek (vmije/vkije)’.

### A szintaktikai többértelműség feloldása
Az efféle többértelműséget feloldhatja felszíni szerkezet helyettesítése a neki megfelelő mélyszerkezetekkel:
(angolul) The investigation of the politician was applauded → That the politician was being investigated was applauded ’Üdvözölték azt, hogy a politikust vizsgálatnak vetették alá’, és That the politician undertook the investigation was applauded ’Üdvözölték azt, hogy a politikus elindította a vizsgálatot’;
(franciául) Pierre aime Jacqueline autant que Claude → Pierre aime Jacqueline et Claude ’Pierre szereti Jacqueline-t és Claude-ot’, és Pierre et Claude aiment Jacqueline ’Pierre és Claude szeretik Jacqueline-t’;
(románul) L-am văzut plecând → L-am văzut când pleca ’Láttam, amikor elment’, és ’Láttam, amikor elmentem’.
Egyes nyelvek történetében a szintetizmus foka csökkent az analitizmus javára. Ez abban is megnyilvánult, hogy a főnév ragozása hanyatlásnak indult, és egyes nyelvekben gyakorlatilag kihalt. Következésképpen a főnév alakjai többértelműekké váltak szintaktikai szempontból, mivel esetragok nélkül már nem jelezhettek mondatrészeket. Egyértelműsítésük fokozatosan elöljárószókkal, illetve hiányukkal, és kevésbé szabad szórenddel történt. Például az újlatin nyelvekben a szokásos szórend alany – állítmány – tárgy lett. A latin nyelvben olyan mondatoknak, mint például Lupus est agnum ’A farkas megeszi a bárányt’ és Agnum est lupus a ’Bárányt megeszi a farkas’ ugyanaz volt a jelentése, mivel az alanyt és a tárgyat különböző ragok jelezték. Viszont többek között a franciában csak az első szórenddel (Le loup mange l’agneau) van meg ez a jelentés, a másodikkal (L’agneau mange le loup) az lenne, hogy A bárány megeszi a farkast, mivel nincsenek esetragok. Ugyanakkor, mivel a birtokos eset ragjai is lekoptak, a mai francia nyelvben a birtokost a de elöljárós főnév fejezi ki: latin liber Petri – francia le livre de Pierre ’Péter könyve’.
Szintaktikai többértelműséget is feloldhatnak prozódiai eszközök.
A magyar egyszerű mondatban a hanglejtés azzal, hogy okoz-e vagy nem törést, azaz szünetet, megjelöli például, hogy melyik főnévhez kötődik egy jelző:
a hatalmas Budapesten található könyvtárak (A hatalmas jelző a Budapest főnévé.) vs.
a hatalmas, Budapesten található könyvtárak (A hatalmas jelző a könyvtárak főnévé.)
Az alábbi példákban a hanglejtés és a mondathangsúly megkülönbözteti az alanyt és a raggal nem jelölt birtokos jelzőt:
A Népszabadság kulturális mellékletében közli, hogy… (A Népszabadság alany, és utána szünet van.) vs.
A Népszabadság kulturális mellékletében olvashatjuk, hogy… (A Népszabadság birtokos jelző, és utána nincs szünet.)
A hanglejtésnek jelentésmegkülönböztető funkciója lehet azzal, hogy okoz vagy nem okoz törést főmondat és mellékmondat között. Írásban a törést vessző jelzi: (franciául) Il n’est pas parti parce qu’il avait peur (törés nélkül) ’Nem azért nem ment el, mert félt volna’ vs. Il n’est pas parti, parce qu’il avait peur (töréssel) ’Azért nem ment el, mert félt’.
Egyetlen alanyú összetett mondatban a hanglejtés és a szünet jelzi, hogy melyik tagmondatban van az alany: (románul) Când a venit mama, s-a bucurat de ce a văzut ’Amikor megjött a mama, megörült attól, amit látott’ vs. Când a venit, mama s-a bucurat de ce a văzut ’Amikor megjött, a mama megörült attól, amit látott’.

### A pragmatikai többértelműség feloldása
A Magyar nyelv könyve szerint kommunikatív rendeltetését és tartalmát illetően az egyszerű mondat lehet egyszerűen kijelentő, kérdő, felkiáltó, feltételes kijelentő, óhajtó vagy felszólító, amely típusok vegyülhetnek is. Kijelentő, kérdő és felkiáltó mondat alakja ugyanaz is lehet. Ezt a többértelműséget a beszédhelyzet, valamint olyan nyelvi (prozódiai) eszközök oldják fel, mint a hanglejtés és a hangsúly ereje, esetleg olyan nyelven kívüli eszközök részvételével, mint a testbeszédhez tartozó gesztusok és arckifejezések. Példa:
- Miklós sétál. – csak kijelentő mondat;
- Miklós sétál? – csak kérdő mondat;
- Miklós sétál! – felkiáltó kijelentő mondat;
- Miklós sétál?! – felkiáltó kérdő mondat.

A fenti kommunikációs szándékokon kívül akármelyik mondatnak lehet több pragmatikai jelentése is. Például egy olyan kérdő mondat, mint a francia Tu n’as pas acheté de chocolat ? ’Nem vettél csokoládét?’ kifejezhet semleges kérdést, csodálkozást vagy csalódottságot. Kijelentő mondat is, mint például Je n’ai pas encore terminé ’Még nem fejeztem be’ a következőket is kifejezheti: „Hagyjatok beszélni!”, „Sajnos nem sikerült befejeznem”, „Azt hiszed, könnyű?”, „Attól tartok, hogy még sokat kell dolgoznom rajta”, „Nehezebb, mint hittem”, „Addig tart, ameddig tart, várjon!” stb. Az ilyen többértelműséget is feloldhatja a beszédhelyzet, prozódiai eszközök és a testbeszéd.
Az egyszerűen kijelentő, a feltételes kijelentő, az óhajtó és a felszólító mondat mindegyike egy bizonyos alapmodalitást fejez ki, azaz a beszélő a mondat tartalma iránti attitűdjének a fő összetevőjét. Ezt főleg az állítmány igemódja teszi, ha megfelel a mondat típusának. A magyar nyelvben:
- egyszerűen kijelentő mondat – kijelentő mód;
- feltételes kijelentő mondat – feltételes mód;
- óhajtó mondat – ugyancsak feltételes mód;
- felszólító mondat – felszólító mód.

Olykor a mondat típusára jellemző igemódot más igemód vagy igenév helyettesíti, például a felszólító módot: Most rögtön hazamész! (kijelentő mód), Ebédhez felkészülni! (főnévi igenév) (Gerelyes Endre). Ezek szerint az igealak többértelmű lehet a modalitás kifejezését illetően, amit ezekben a példákban a felszólító módra jellemző prozódiai és nyelven kívüli tényezők oldanak fel.